# Ryongsŏng-guyŏk
Ryongsŏng-guyŏk ist einer der 18 Stadtbezirke Pjöngjangs, der Hauptstadt Nordkoreas. 
Er befindet sich im Norden der Stadt und grenzt im Osten an P’yŏngsŏng, die Hauptstadt der Provinz P’yŏngan-namdo. Südlich von Ryongsŏng-guyŏk befinden sich die Bezirke Ŭnjŏng-guyŏk und Samsŏk-guyŏk, östlich Taesŏng-guyŏk. Im Westen grenzen die Bezirke Hyŏngjesan-guyŏk und Sunan-guyŏk an.
Ryongsŏng-guyŏk wurde im September 1959 aus mehreren Verwaltungsbezirken des ehemaligen Landkreises Sunan-gun als Stadtbezirk eingerichtet.
Für Ausländer und Touristen ist der Vorort im Gegensatz zur Innenstadt in der Regel nicht zugänglich.

## Bauwerke und Einrichtungen
Das Gebiet wird vorzugsweise landwirtschaftlich und als Industriestandort genutzt. Es befinden sich zudem mehrere Büros des nordkoreanischen Ministeriums für Staatssicherheit und die DPRK-Cuba Friendship Hwasong Cooperative Farm in dem Bezirk.
Der Machtinhaber Kim Jong-il und seine Schwester Kim Kyŏng-hŭi sowie deren Ehemann Chang Sung-taek besitzen ihre Residenzen auf einem gemeinsamen Areal in Ryongsŏng. Der Komplex wurde in den frühen 1980er Jahren von der Koreanischen Volksarmee erbaut, die auch einige Einrichtungen in direkter Nähe besitzt.
Kim Jong-il nahm vom 20. August bis zum 4.. Oktober 1962 in einem Lager in Ryongsŏng an einem Training der Nordkoreanischen Volksarmee teil. Das Gelände wurde 1979 für Besucher zur historischen Stätte, der Oun Revolutionsstätte, ausgebaut, in der unter anderem die damalige Unterkunft Kims zu sehen ist und dessen dortigen Aktivitäten gehuldigt wird.

## Verwaltungsgliederung
Ryongsŏng-guyŏk ist in zwölf Verwaltungseinheiten, die Dongs eingeteilt. Die Ortsteile Ryongung-dong, Ryongsong-dong und Ryongchu-dong sind wiederum in je zwei Verwaltungseinheiten untergliedert.
|                | Chosŏn'gŭl | Hancha |
| -------------- | ---------- | ------ |
| Chonggye-dong  | 청계동     | 淸溪洞 |
| Chungi-dong    | 중이동     | 中二洞 |
| Hwasong-dong   | 화성동     | 和盛洞 |
| Masan-dong     | 마산동     | 馬山洞 |
| Myong-dong     | 명오동     | 明梧洞 |
| Oun-dong       | 어은동     | 御恩洞 |
| Rimwon-dong    | 림원동     | 林原洞 |
| Ryongchu-dong  | 룡추동     | 龍秋洞 |
| Ryonggung-dong | 룡궁동     | 龍宮洞 |
| Ryongmun-dong  | 룡문동     | 龍門洞 |
| Ryongsong-dong | 룡성동     | 龍城洞 |
| Taechong-dong  | 대천동     | 大泉洞 |